# Zacharias Mor Polycarpus
Zacharias Mor Polycarpus (wł. Zacharias Kochillom, ur. 23 lipca 1970) – duchowny Malankarskiego Syryjskiego Kościoła Ortodoksyjnego (autonomiczna struktura Syryjskiego Kościoła Ortodoksyjnego), od 2012 biskup Malabaru.

## Życiorys
Sakrę biskupią otrzymał 2 stycznia 2012.